# Reginald Leafe
Reginald Leafe (Mapperley/Nottingham, 1914. december 15. – 2001.) angol nemzetközi labdarúgó-játékvezető.

## Pályafutása

### Nemzeti játékvezetés
1937-ben vizsgázott. 1947-ben lett az I. Liga játékvezetője. A nemzeti játékvezetéstől 1961-ben vonult vissza.

#### Nemzeti kupamérkőzések
Vezetett kupadöntők száma: 1.

##### FA-kupa
| Időpont        | Helyszín                | Mérkőzés típusa | Mérkőzés                               | Eredmény | Nézők száma |
| -------------- | ----------------------- | --------------- | -------------------------------------- | -------- | ----------- |
| 1955. május 7. | Wembley Stadion, London | döntő           | Newcastle United FC–Manchester City FC | 3 : 1    | 100 000     |

### Nemzetközi játékvezetés
Az Angol labdarúgó-szövetség Játékvezető Bizottsága (JB) terjesztette fel nemzetközi játékvezetőnek, a Nemzetközi Labdarúgó-szövetség (FIFA) 1980-tól tartotta nyilván bírói keretében. A FIFA JB központi nyelvei közül a angolt beszélte. Több nemzetek közötti válogatott és klubmérkőzést vezetett, vagy működő társának partbíróként segített. Az angol nemzetközi játékvezetők rangsorában, a világbajnokság-Európa-bajnokság sorrendjében többedmagával a 8. helyet foglalja el 10 találkozó szolgálatával. Az aktív nemzetközi játékvezetéstől 1961-ben búcsúzott. Válogatott mérkőzéseinek száma: 36.

#### Labdarúgó-világbajnokság
Az 1950-es labdarúgó-világbajnokságra, az 1954-es labdarúgó-világbajnokságra és az 1958-as labdarúgó-világbajnokságra a FIFA JB bíróként alkalmazta. 1950-ben és 1954-ben partbírói feladatot nem végzett. 1958-ban a FIFA JB elvárásának megfelelően, ha nem vezetett, akkor valamelyik működő társának segített partbíróként. Kettő csoportmérkőzésen és az egyik elődöntőn szolgálta partbíróként a játékvezetőt. Világbajnokságon vezetett mérkőzéseinek száma: 4 + 3 (partbíró).

##### 1950-es labdarúgó-világbajnokság

###### Selejtező mérkőzés
| Időpont          | Helyszín                           | Mérkőzés típusa           | Mérkőzés                 | Eredmény | Nézők száma |
| ---------------- | ---------------------------------- | ------------------------- | ------------------------ | -------- | ----------- |
| 1950. március 8. | Racecourse Ground Stadion, Wrexham | előselejtező (1. csoport) | Wales–Észak-Írország     | 0 : 0    | 60 000      |
| 1950. április 2. | Chamartin Stadion, Madrid          | előselejtező (6. csoport) | Spanyolország–Portugália | 5 : 1    | 80 000      |

###### Világbajnoki mérkőzés
| Időpont          | Helyszín                         | Mérkőzés típusa               | Mérkőzés               | Eredmény | Nézők száma |
| ---------------- | -------------------------------- | ----------------------------- | ---------------------- | -------- | ----------- |
| 1950. június 29. | Eucaliptos Stadion, Porto Alegre | selejtező (A. csoport)        | Jugoszlávia–Mexikó     | 4 : 1    | 11 000      |
| 1950. július 13. | Maracanã Stadion, Rio de Janeiro | csoportgyőztesek körmérkőzése | Brazília–Spanyolország | 6 : 1    | 152 000     |

##### 1954-es labdarúgó-világbajnokság

###### Selejtező mérkőzés
| Időpont           | Helyszín                    | Mérkőzés típusa            | Mérkőzés           | Eredmény | Nézők száma |
| ----------------- | --------------------------- | -------------------------- | ------------------ | -------- | ----------- |
| 1954. március 21. | Ramat Gan Stadion, Tel-Aviv | előselejtező (10. csoport) | Jugoszlávia–Izrael | 0 : 1    | 60 000      |

##### 1958-as labdarúgó-világbajnokság

###### Selejtező mérkőzés
| Időpont              | Helyszín                          | Mérkőzés típusa           | Mérkőzés             | Eredmény | Nézők száma |
| -------------------- | --------------------------------- | ------------------------- | -------------------- | -------- | ----------- |
| 1957. május 26.      | Santiago Bernabéu stadion, Madrid | előselejtező (9. csoport) | Spanyolország–Skócia | 4 : 1    | 90 000      |
| 1957. szeptember 25. | Ninian Park Stadion, Cardiff      | előselejtező (4. csoport) | Wales–NDK            | 4 : 1    | 30 000      |
| 1957. november 6.    | Hampden Park Stadion, Glasgow     | előselejtező (9. csoport) | Skócia–Svájc         | 3 : 2    | 58 811      |

###### Világbajnoki mérkőzés
| Időpont          | Helyszín                | Mérkőzés típusa        | Mérkőzés               | Eredmény | Nézők száma |
| ---------------- | ----------------------- | ---------------------- | ---------------------- | -------- | ----------- |
| 1958. júnies 8.  | Központi Stadion, Malmö | selejtező (A. csoport) | NSZK–Argentína         | 1 : 3    | 31 000      |
| 1958. június 19. | Raasunda Stadion, Solna | egyik negyeddöntő      | Svédország–Szovjetunió | 2 : 0    | 32 000      |

#### Olimpiai játékok
Az 1948. évi nyári olimpiai játékok labdarúgó tornáját, ahol a FIFA JB partbírói szolgálatra alkalmazta. A kor elvárása szerint az egyes számú partbíró játékvezetői sérülésnél átvette a mérkőzés vezetését. Partbíróként egy mérkőzésre egyes, kettő találkozóra 2. pozícióban kapott küldést.
| Időpont             | Helyszín                       | Mérkőzés típusa   | Mérkőzés              | Játékvezető        | Eredmény | Nézők száma |
| ------------------- | ------------------------------ | ----------------- | --------------------- | ------------------ | -------- | ----------- |
| 1948. július 31.    | Craven Cottage Stadion, Fulham | első forduló      | Jugoszlávia–Luxemburg | Karel van der Meer | 6 – 1    | 7 000       |
| 1948. augusztus 8.  | Selhurst Park, South Norwood   | egyik negyeddöntő | Svédország–Dél-Korea  | Giuseppe Carpani   | 12 – 0   | 7110        |
| 1948. augusztus 10. | Wembley Stadion, London        | egyik elődöntő    | Dánia–Svédország      | Stanley Boardman   | 2 – 4    | 20 000      |

---
Az 1960. évi nyári olimpiai játékok olimpiai labdarúgó torna döntő mérkőzéseinek, ahol a FIFA JB bírói szolgálatra alkalmazta.
| Időpont             | Helyszín                | Mérkőzés típusa        | Mérkőzés                 | Eredmény | Nézők száma |
| ------------------- | ----------------------- | ---------------------- | ------------------------ | -------- | ----------- |
| 1960. augusztus 26. | Városi Stadion, Pescara | selejtező (A. csoport) | Jugoszlávia–Egyiptom     | 6 : 1    | 9 211       |
| 1960. szeptember 6. | Nemzeti Stadion, Róma   | egyik elődöntő         | Dánia–Magyarország       | 2 : 0    | 10 000      |
| 1960. szeptember 9. | Nemzeti Stadion, Róma   | bronzmérkőzés          | Magyarország–Olaszország | 2 : 1    | 18 972      |

#### Brit Bajnokság
1882-ben az Egyesült Királyság brit tagállamainak négy szövetség úgy döntött, hogy létrehoznak egy évente megrendezésre kerülő bajnokságot egymás között. Az utolsó bajnoki idényt 1983-ban tartották meg.
| Időpont           | Helyszín                      | Mérkőzés típusa | Mérkőzés        | Eredmény |
| ----------------- | ----------------------------- | --------------- | --------------- | -------- |
| 1955. november 9. | Hampden Park Stadion, Glasgow | csoportmérkőzés | Skócia–Wales    | 2 : 0    |
| 1956. november 7. | Hampden Park Stadion, Glasgow | csoportmérkőzés | Skócia–Írország | 1 : 0    |
| 1958. október 18. | Ninian Park Stadion, Cardiff  | csoportmérkőzés | Wales– Skócia   | 0 : 3    |
| 1959. október 3.  | Windsor Park Stadion, Belfast | csoportmérkőzés | Írország–Skócia | 0 : 4    |

## Sikerei, díjai
1970-ben a nemzetközi játékvezetés hírnevének erősítése, hazájában 10 éve a legmagasabb Ligában (osztályban) folyamatosan tevékenykedő, eredményes pályafutása elismeréseként, a FIFA JB felterjesztésére az 1965-ben alapított International Referee Special Award címmel és oklevéllel tüntette ki.

## Külső hivatkozások
- Reginald Leafe. World Referee. [2012. szeptember 9-i dátummal az eredetiből archiválva]. (Hozzáférés: 2013. február 16.)
- Reginald Leafe. footballzz.com. (Hozzáférés: 2013. február 16.)
- Reginald Leafe. footballdatabase.eu. (Hozzáférés: 2013. február 16.)
- Reginald Leafe. scoreshelf.com. [2015. október 2-i dátummal az eredetiből archiválva]. (Hozzáférés: 2013. február 16.)
- Reginald Leafe. eu-football.info. (Hozzáférés: 2013. február 16.)
- Reginald Leafe. weltfussball.de. (Hozzáférés: 2013. február 16.)

| Elődje: A. Luty | FA Kupa döntő 1954–1955 | Utódja: Alf Bond |